# انزو ساکی
انزو ساکی (ایتالیایی: Enzo Sacchi; ۶ ژانویهٔ ۱۹۲۶ – ۱۲ ژوئیهٔ ۱۹۸۸) دوچرخه‌سوار اهل ایتالیا بود.
وی در مسابقات کشوری و بین‌المللی در مجموع برندهٔ ۱ مدال طلا شده‌است.